# Zuoz
Zuoz és un municipi del cantó dels Grisons (Suïssa), situat al districte de Maloja.

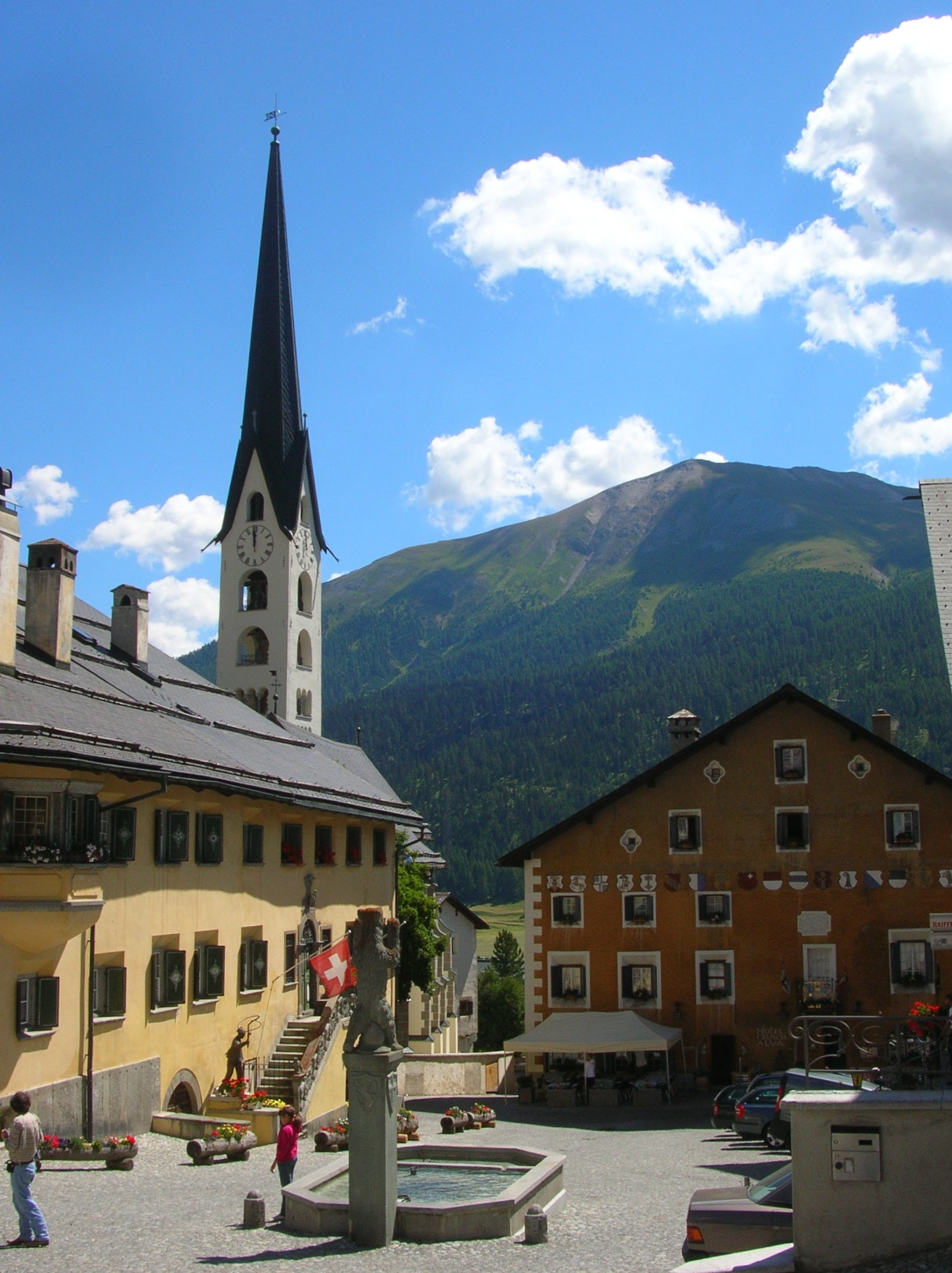
Vista de la plaça